# Miguel Ángel Molina Pons
Miguel Ángel Molina Pons  (Huelva, 5 de febrero de 1942-Huelva, 25 de octubre de 2023), conocido en el mundo del fútbol como Molina, fue un futbolista español que se desempeñó como portero.

## Clubes
| Club                   | País   | Año       |
| ---------------------- | ------ | --------- |
| Recreativo de Huelva   | España | 1962-1963 |
| Sevilla Fútbol Club    | España | 1963-1967 |
| Recreativo de Huelva   | España | 1966-1967 |
| Sevilla Fútbol Club    | España | 1967-1969 |
| Cádiz Club de Fútbol   | España | 1968-1969 |
| Córdoba Club de Fútbol | España | 1969-1977 |